# Deák 17 Gyermek és Ifjúsági Művészeti Galéria
A Deák17 Gyermek és Ifjúsági Művészeti Galéria Budapest Belvárosában, a Deák Ferenc utca 17. szám alatt található. Az épület első emeletén működő intézmény 537 négyzetméter alapterületű kiállító-, foglalkoztató-, játszó- és irodatérrel rendelkezik. 
A Deák17 Gyermek és Ifjúsági Művészeti Galéria egy közösségi tér és művészetpedagógiai centrum, ami időszaki kiállítások, képző- és iparművészeti tárlatok, szakmai beszélgetések és különböző művészetpedagógiai foglalkozások szervezésével járul hozzá a 3 és 23 év közötti fiatalok művészeti neveléséhez.
A Galéria célja, hogy olyan hiánypótló művészeti nevelést támogató feladatot lásson el, amely hazai és nemzetközi viszonylatban is reprezentálni tudja Budapest főváros művészetpártoló, tehetségsegítő tevékenységét. Ennek keretében a Galéria teret ad képző- és iparművészeti időszaki kiállításoknak, továbbá különböző alkotóműhelyek közötti szakmai párbeszéd, és művészetpedagógiai tevékenységek folytatására.
Így a Galéria nemcsak kiállítótér, hanem foglalkoztató tér is egyben, ami helyet ad a fiatalok művészeti tanulásának és innovációnak. A fiatalok által készített művészi alkotások bemutatása mellett közelebb hozza a társművészeteket és a generációk közötti kapcsolatot is elősegíti.
A Deák17 Galéria a Fővárosi Önkormányzat fenntartásával működik az önkormányzat tulajdonában lévő épület első emeletén, amit 2014-ben újítottak fel a Fővárosi Önkormányzat Iskolakapun kívüli programjának keretében. A program célja az volt, hogy ingyenesen vagy kedvezménnyel látogatható kulturális és sportprogramokat kínáljon a fővárosi diákoknak. A Deák17 Galériában kiállítások, programok, foglalkozások és pályázatok által bővítik a fiatalok kortárs vizuális kultúra területén szerzett tudását.

## A Deák 17 Galéria épülete

### A Deák Ferenc utcáról
1789-ben Schilson János báró (a Lipótvárost szabályozó tervével együtt) hozta létre a ma is fennálló Deák Ferenc utcát. Már ekkor fontos funkciója volt: a vásárteret összekötötte a hajóhíddal, ami ekkoriban azért is nagy jelentőségű volt, mert a Lánchíd megépítéséig ez volt az egyetlen út Pest és Buda között. Ezért a környékbeli telkek és ingatlanok már a kezdetektől fogva nagy értéket képviseltek. 

### A Deák Ferenc utca 17.
Számos lenyűgöző, a kor legnagyobb tervezői által megálmodott házak épültek a Deák Ferenc utcában. A 17. szám alatt található hatemeletes lakó- és irodaépületet a Révész Sámuel és Kollár József alkotta építész páros tervezte (ahogy a 23. szám alatt található épületet is). Az épület eredetileg a német Jugendstil-architektúra jegyeit hordozta. A homlokzatot azonban 1912 óta többször átépítették. Ennek köszönhetően idővel sokkal egyszerűbb, modernebb külsőt öltött.
1976-ban az épület műemléki védettség alá került, majd a 2000-es években korhű rekonstrukción esett át, hogy tökéletesen illeszkedjen környezetébe. A Bécsi utca 5. és a Deák Ferenc utca 17. homlokzatainak helyreállításához összesen 16 tonna rezet használt fel az Immobilia Zrt. A felújítás után is olvasható maradt a tervezők neve az épület falán.

## Kiállítások
Évente 12–15 alkalommal ad helyet időszaki tematikus kiállításoknak a Deák17 Galéria, ami nemcsak kiállítótér, hanem foglalkoztató tér is egyben, melynek fókuszában a fiatalok művészeti nevelése áll. 
A Galéria programja az aktuális kiállításokhoz kapcsolódó foglalkozásokból és módszertani előadásokból áll össze, melyek szervezésében és összeállításában fontos szempont a generációk közötti párbeszéd elősegítése, a digitális technikák megismertetése a különböző korcsoportokkal (workshopok), illetve a környezettudatos és komplex gondolkodásmód erősítése. A kiállításokhoz kapcsolódóan rendszeresen kreatív workshopok, tárlatvezetések, könyvbemutatók is várják az érdeklődőket.

## Múzeumpedagógiai foglalkozások

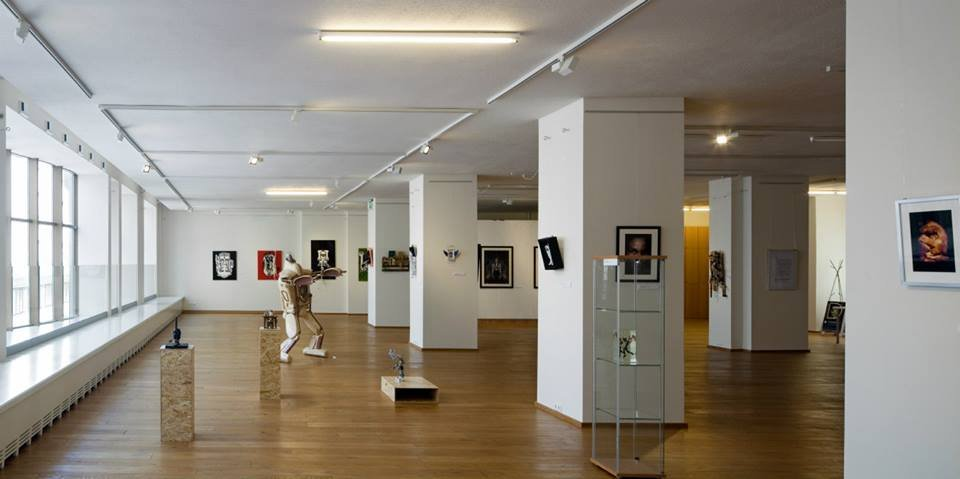
Kiállítótér a Deák 17 Gyermek és Ifjúsági Művészeti Galériában

A Galéria időszaki kiállításaihoz kapcsolódó foglalkozásokat dolgoz ki különböző korosztályoknak a speciális igények figyelembevételével és tanmenetre, korosztályra szabva (óvodás, 7-11 éves, 11-14 éves, 14-18 éves korosztály), így az oktatási intézmények pedagógusai be tudják építeni tantervükbe a foglalkozásokat.
Az aktuálisan elérhető művészetpedagógiai foglalkozások az időszakos képző- és iparművészeti kiállításokhoz kapcsolódnak. Ezen kívül egész évben kérhetőek általános foglalkozások, melyek a szín és térlátás, a történetmesélés, az újrahasznosítás, az önismeret, a csoportmunka, a nézőpontváltás, valamint a történetmesélés képességét fejlesztik.
A Deák17 Galéria múzeumpedagógus munkatársai által kidolgozott foglalkozásokon a gyerekeknek lehetőségük nyílik a kiállításokat több szempontból is megvizsgálni és az alkotás folyamata során is feldolgozni a témákat.

## Egyéb programok
A kiállítások és múzeumpedagógiai foglalkozásokon kívül több képzésnek és tanfolyamnak is helyet ad a Deák17 Galéria. A Világjáró Gyerekek programsorozatában meséken, animációs filmeken, színházi eladásokon, gyermekjátékokon, közös beszélgetéseken és a gasztronómián keresztül hónapról hónapra új nemzet kultúrája kap bemutatkozási lehetőséget. A szakmai könyvbemutatókon a pedagógiai és a múzeumpedagógiai szakma is új információkat kaphat a kortárs közönség nevelése kapcsán.

## Esélyteremtő fejlesztések
A Galéria célja 2024-től, hogy nyisson sérülékenyebb, fogyatékkal élő csoportok felé is. Ennek része volt a 2024-es KÉK kommunikációs továbbképzés, előadások és workshopok szervezése a fogyatékossággal élők világáról, majd ezt követte a szemléletformáló foglalkozások megtartása. A Galéria a fogyatékkal élők csoportjait – különösen az enyhe és középsúlyos értelmi fogyatékkal élőket – is szeretné bevonni, számukra rendszeres osztályfoglalkozást tartani. Emellett az ELTE TÓK gyermekkultúra mester szak hallgatóinak a Galéria továbbra is biztosítja a szakmai gyakorlati lehetőséget. Az együttműködés keretében közösen kerülnek kidolgozásra és gyakorlatba ültetésre az említett foglalkozások. A Galéria távolabbi céljaként jelöli meg az integrált csoportfoglalkozások fejlesztését és elindítását, melyen ép és értelmileg akadályozott gyermekek együtt vehetnének részt. 
Az inklúzió jegyében 2025-től a weboldalon (www.deak17galeria.hu) már elérhető az akadálymentesített funkció, és a tervek szerint a könnyebb megtaláláshoz, elérhetőséghez nyomtatott térkép is készül, mely segít eligazodni - a galéria utcai bejáratától kezdődően a galéria belső teréig - nemcsak az értelmi nehézséggel élőknek, hanem a kisiskolásoknak is.

## Pályázatok
A Deák17 Galéria rendszeresen ír ki pályázatokat a fiataloknak több témában. Olyan szervezetekkel és művészcsoportokkal együttműködésben kerülnek kiírásra pályázatok, mint az Antall József Tudásközpont, a Budapesti Városarculati Nonprofit Kft vagy a Neue Debreczenische Kunst művészcsoport. A pályázatok esetében fontos a 30-40 év közötti kortárs alkotók illetve a tizenéves fiatalok közötti párbeszéd indítása és a munkák együtt szerepeltetése.

## Konferenciák, szimpóziumok
A Deák17 Galéria módszertani kutatóhelyként is működik, így rendszeresen szervez olyan szakmai, pedagógiai előadásokat és konferenciákat, ahol az oktatás új módszereivel ismerkedhetnek meg a résztvevők. A Galéria saját szervezésű előadásain és konferenciáin kívül otthont ad a MROE (Magyar Rajztanárok Országos Egyesülete) és a Kaptár archívum által szervezett VIMM (Vizuális Mesterpedagógus Műhely) előadásainak is, amelyen a vizuális nevelés aktuális kérdéseit és kutatásait mutatják be pedagógusok számára.

## Nemzetközi együttműködések

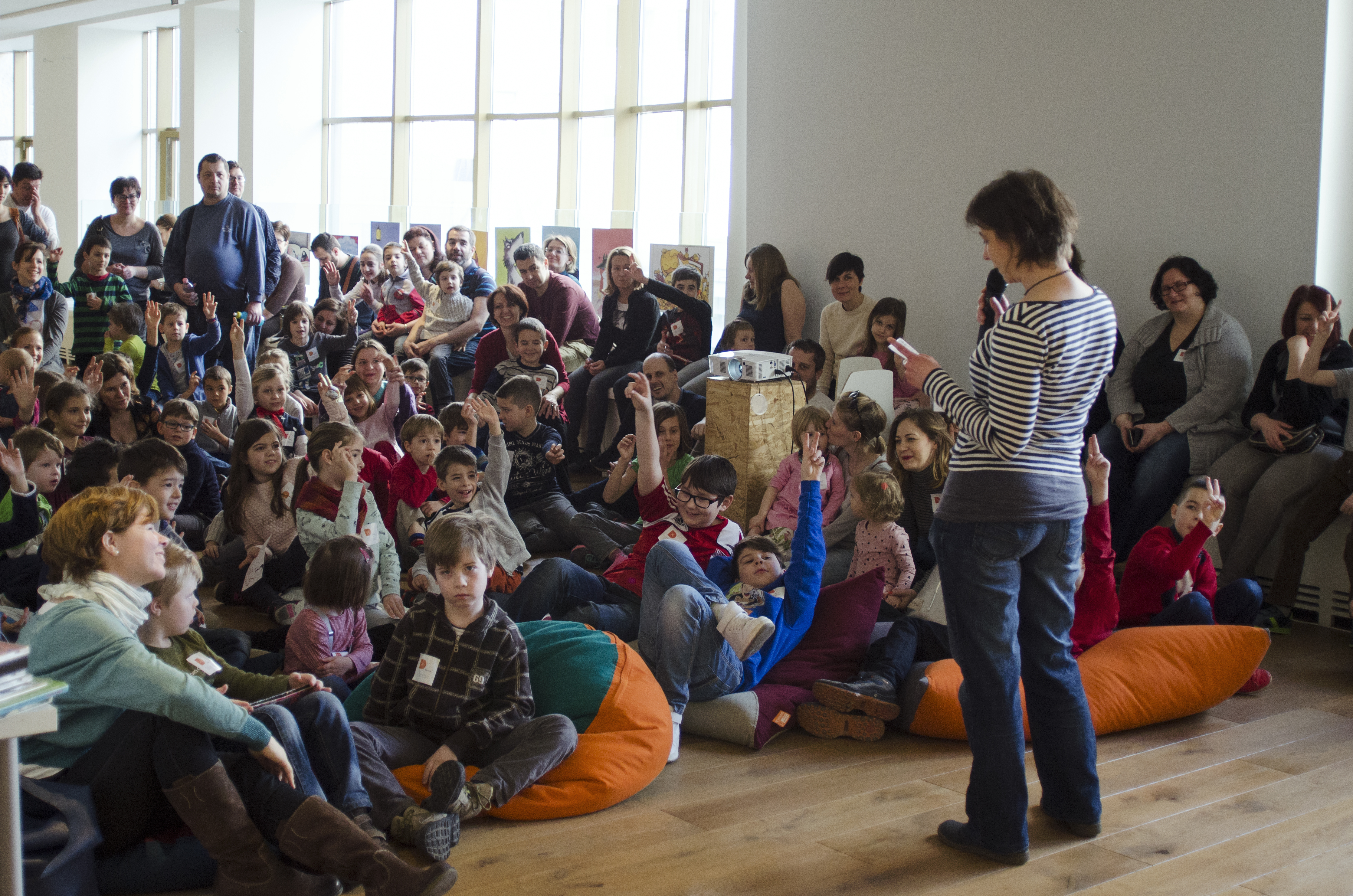
Világjáró Gyerekek című program a Deák 17 Gyermek és Ifjúsági Művészeti Galériában

A Deák17 Galéria hangsúlyt fektet a nemzetközi partneri együttműködésekre, ezek kibővítésére, ezen belül elsősorban külföldi gyermekművészeti központokkal kialakított kapcsolatok révén utazótárlatok és kiállítások közös megszervezésére. 
A Galéria a Világjáró Gyerekek programsorozat keretén belül rendszeresen működik együtt nagykövetséggel és kulturális intézetekkel, úgymint a Magyarországi Észt Intézet, a Ghánai Köztársaság Konzuli Képviselete, az American Corners Hungary, a Magyarországi Szerb Kulturális és Dokumentációs Központ, a Lengyel Intézet, a Skandináv Ház Alapítvány, a Budapesti Olasz Kultúrintézet, a budapesti Finn Nagykövetség, a budapesti Finn Iskola, az Izraeli Kulturális Intézet, a Japán Alapítvány Budapesti Irodája, a British Council Magyarország, a Cseh Centrum Budapest, a Koreai Kulturális Központ, a Camões Intézet, az Alfavit Oktatási és Kulturális Közhasznú Alapítvány, az Astangajóga Oktatási és Kulturális Közhasznú Alapítvány, az Európa Kapuja Magyar-Kínai Egyesület, a Budapesti Francia Intézet, a Skandináv Ház Alapítvány, vagy az Argentin Köztársaság Nagykövetsége.
A 2015. szeptember 26-án indult Világjáró Gyerekek programsorozat keretében minden hónapban más-más nemzet mutatkozik be játékai, meséi, dalai által. Az egyes rendezvényeken a 3-10 éves korosztály és hozzátartozóik megismerkedhetnek az adott ország földrajzával, állat- és növényvilágával és animációs filmet, bábelőadást vagy zenés gyermekelőadást néznek meg, általában az adott nemzet nyelvén, magyar tolmácsolással. Majd a mesékhez kapcsolódó kreatív, kézműves feladatok várják a gyerekeket. A Világjáró Gyerekek programokra meghívást kap az adott nemzet Budapesten élő közössége, kulturális intézete, nagykövetsége is és gyakran az adott nemzet aktuális ünnepéhez van igazítva az esemény dátuma.

## Kiadványok a Deák 17 Galéria gondozásában
A Galéria kiállításairól rendszeresen meghívók, plakátok, szórólapok és összesítő kiadványok készülnek, amelyek bemutatják a kiállítások koncepcióit, a kiállított műveket és az alkotó művészeket illetve a Galéria kísérőprogramjait.

### Városi Füzet sorozat
2016-ban a Deák 17 Galéria és a BVA – Budapesti Városarculati Nonprofit Kft közösen adta ki az első Városi Titkos Füzet című kiadványt, amelyben a Belváros érdekességei kerülnek bemutatásra a családok számára. A kiadvány célja, hogy több generáció (nagyszülők, szülők, gyerekek) közösen fedezhessék fel Budapest történeti, építészeti, kulturális értékeit. A füzet információs anyagát  8-10 éves gyerekek számára hasznos fejlesztő feladatok egészítik ki . A sorozat azóta további tematikus kiadványokkal gazdagodott. A füzetek ingyenesen kérhetők egyéni látogatóknak nyitvatartási időben a Deák17 Galériában, illetve digitális formában is letölthetők a Galéria weboldaláról.
Városi Titkos Füzet (2016)
A BVA Budapest Városarculati Nonprofit Kft-vel közösen megálmodott és létrehozott Városi Titkos Füzettel a családok játékos formában fedezhetik fel a Belváros érdekességeit. Letölthető a Galéria weboldaláról. 
Városi Zöld Füzet (2018)
A Városi Zöld Füzet egy családi foglalkoztató könyv, amely a főváros zöld területeit és azok rejtélyeit mutatja be. Letölthető a Galéria weboldaláról.
Városi Sport Füzet (2019)
A Városi Sport Füzet egy családi foglalkoztató könyv, amely a Budapesten belüli sportolási lehetőségekkel és szabadidős tevékenységekkel foglalkozik. Letölthető a Galéria weboldaláról.
Városi Dekor Füzet (2021)
A Városi Dekor Füzettel a családok játékos formában fedezhetik fel a Belváros klasszikus és modern építészetét, homlokzatdíszítési technikáit. A kiadvány összesen 5 sétát tartalmaz, az egyes sétákhoz különböző játékos feladatok, foglalkozások kapcsolódnak. Letölthető a Galéria weboldaláról.
Városi Szobor Füzet (2023)
A Városi Füzet-kiadványsorozat új részében ezúttal a szobrok kerültek a középpontba, így kicsik és nagyok most együtt fedezhetik fel a 150 éves Budapest köztéri szobrait. Az összesen hat városi sétán Budapest két címerállata, Oroszlán és Griff játékos feladatokkal segít okosodni. Pici felfedeznivalók, szokatlan formák és tanulságos történetek várnak a gyerekekre. A kiadvány emellett pár kézműves foglalkozást is tartalmaz. Letölthető a Galéria weboldaláról. 
Városi Zöld Füzet (2025)
A Városi Zöld Füzet 2025-ös újragondolt és bővített kiadásában az elmúlt évek fővárosi zöld fejlesztései, valamint a 2025-ös év Nagy-Budapest 75 évfordulóhoz kapcsolódva a Főváros valamennyi kerületének zöld értékei is fontos szerepet kapnak. A kiadvány célja, hogy a családok és iskolai csoportok számára információkkal, kreatív feladatokkal, új nézőpontok segítségével mutassa be a Főváros természeti értékeit. A kiadvány 2025 nyarán jelenik meg.

### Pedagógiai módszertani kötet
A kör négyszögesítése című kiadványsorozat olyan múzeumpedagógiai módszertani kézikönyveket foglal magába, ami leírásokkal és szakmai beszámolókkal mutatja be a Deák 17 Galéria múzeumpedagógiai foglalkozásainak tapasztalatait. A kiadványok megvásárolhatók nyitvatartási időben a Galériában.
A kézikönyv mindazon általános és középiskolai tanároknak ajánlott, akik különböző kreatív módszerekkel szeretnék a napi órákat izgalmasabbá tenni vagy nyitottak új módszerek felfedezésére a tudás rendszerezési lehetőségeit illetően. Haszonnal forgathatják művészeti neveléssel vagy speciális igényű gyerekek oktatásával foglalkozó pedagógusok mellett mindazon szülők és nagyszülők is, akik a gyermekeikkel töltött időt szeretnék színesebbé tenni, továbbá a kortárs vizuális kultúra és művészet kutatói is.
A kör négyszögesítése I. - A Deák17 Gyermek és Ifjúsági Művészeti Galéria 2015/2016. évi múzeumpedagógiai foglalkozásainak összefoglaló kézikönyve. 
A kör négyszögesítése II. - A Deák17 Gyermek és Ifjúsági Művészeti Galéria 2017/2018. évi múzeumpedagógiai foglalkozásainak összefoglaló kézikönyve.
A kör négyszögesítése III. - A Deák17 Gyermek és Ifjúsági Művészeti Galéria 2019/2020. évi múzeumpedagógiai foglalkozásainak összefoglaló kézikönyve.
A kör négyszögesítése IV. - A Deák17 Gyermek és Ifjúsági Művészeti Galéria 2021/2022/2023. évi múzeumpedagógiai foglalkozásainak összefoglaló kézikönyve.

### Legal Street Art
A Legal Street Art akciók a Budapest Főváros Önkormányzata Közösségi Költségvetési programjának részeként, egy a lakosság által megszavazott projekt keretében valósultak meg. Ennek keretében a főváros közigazgatási területén belül elhanyagolt, köztéren álló, rossz állapotú vagy megrongált közmű-tárgyak (például kapcsolószekrények, szellőzőoszlopok, távhővezetékek) ideiglenes lefestése történt meg. A kiadvány a 2023/2024-ben megvalósult Street Art projekteket foglalja össze.
A kiadvány ingyenesen kérhető egyéni látogatóknak nyitvatartási időben a Deák17 Galériában, online változata pedig a Galéria weboldaláról is letölthető. 

## Külső hivatkozások
- A Deák 17 Galéria facebook oldala
- A Deák 17 Galéria programjai a port.hu-n